# 長野電鉄デハ350形電車
長野電鉄デハ350形電車（ながのでんてつデハ350がたでんしゃ）は、長野電鉄に在籍した電車（制御電動車）である。
大正末期から昭和初期にかけて川崎造船所において新製された鋼製車体の電車、いわゆる「川造形」としての典型的な特徴を備える、長野電鉄初の全鋼製車体を備える電車であり、1927年（昭和2年）に4両が新製された。

## 製造経緯
1926年（大正15年）6月から同年12月にかけて新製されたデハ100形・デハニ200形に引き続き、翌1927年（昭和2年）8月と同年10月の二度にわたって2両ずつ、デハ350形351 - 354の計4両が新製された。先行形式であるデハ100形・デハニ200形は長野電鉄の前身事業者である長野電気鉄道および河東鉄道時代に発注・竣功した車両であったため、両社の合併によって成立した長野電鉄としてはデハ350形（以下「本形式」）が初の新製車両となった。
デハ100形・デハニ200形は汽車製造東京支店へ発注され、同社が設計製造を担当したのに対し、本形式の設計製造はこれらとは異なり、川崎造船所が担当したが、これは長野電鉄の幹部が視察のため旧・西武鉄道（後年武蔵野鉄道へ吸収合併され現・西武鉄道となる）を訪れた際、当時の最新型車両であった「川造形」のモハ550形電車を実見し気に入ったことが契機となって発注に至ったものとされる。
前述の通り、本形式は川崎造船所が大正末期から昭和初期にかけて各地の私鉄へ納入したメーカー独自の規格設計による、いわゆる「川造形」電車の典型例の一つである。
同様の設計・外観を備える車両としては、前述の旧・西武鉄道モハ550形のほか、阪神急行電鉄（現・阪急電鉄）が発注した600形・800形（1926年）、目黒蒲田電鉄（後の東京急行電鉄）が発注した200形（1927年）、東京横浜電鉄が発注した300形（1927年）、豊川鉄道および鳳来寺鉄道（いずれも現・JR飯田線の一部）が発注したモハ20形（1926年）の各形式が存在する。
これらはいずれも、川崎造船所が1925年（大正14年）に阪神急行電鉄向けに新製した日本の鉄道車両初の全鋼製車体の試作車である510形510の設計製造実績を反映して翌1926年（大正15年）より量産製造された阪神急行電鉄600形・800形を設計の基本とし、各社の要求に応じて細目を修正・変更したものである。
そのため、これら「川造形」電車各形式は、細部には差異を有するものの、構体の主要寸法はほぼ同一であり、また外観も深い屋根と客用扉の直上に設けられた円弧を描く水切り・腰高な窓位置・リベット組立工法を多用した製造方法など、共通する特徴を数多く備える。
本形式は複数回に及ぶ改番を経て、最終的にモハ600形・モハ610形の2形式に区分され、1980年（昭和55年）まで在籍した。

## 車体
前述の通り、リベット組立工法を多用した全長17,120mmの全鋼製構体を備える。妻面は貫通扉のない非貫通構造折妻3枚窓構成で、車体前後端に運転台を備える両運転台構造を採用するが、初回に落成したデハ351・352が進行方向左隅に運転台を備えるのに対し、次いで落成したデハ353・354は中央に運転台を備える点が異なる。
床下には、台枠補強用のトラスロッドが設置されており、木造車時代の設計を踏襲している。
また、本形式は冬季降雪時における運用を考慮して、前面窓上方に空気配管を設けて運転台に設置したコックの操作によって圧搾空気を窓ガラスへ噴射し、窓ガラスに付着した雪を除去する空気式窓ガラス除雪装置を装備した。
側面には1,003mm幅の片開客用扉を片側3箇所備え、客用扉間には一段落とし窓方式の698.5mm幅の側窓を6枚配した。側面窓配置は1D6D6D1（D：客用扉、各数値は側窓の枚数）で、乗務員扉の設備はない。
車内はロングシート仕様で、屋根上の通風器はこちらも「川造形」の特徴であるお椀形ベンチレーターを採用、屋根上左右に各4個、1両当たり計8個搭載した。また、屋根上前後両端部にはパンタグラフを設置するためのパンタグラフ台座が各1組ずつ設置された。

## 主要機器
制御方式はウェスティングハウス・エレクトリック (WH) 社が開発した電空単位スイッチ式の間接非自動制御で、制御電源を補助電源装置より低電圧給電にて得るHB (Hand acceleration Battery voltage) 制御器を搭載する。また、本形式は最急勾配40‰の勾配区間が存在する山ノ内線における運用を考慮し、抑速制動として発電制動機能を備える。
主電動機はウェスティングハウス・エレクトリック製の直流直巻電動機WH-556-J6（端子電圧750V時定格出力75kW）を1両当たり4基搭載する。駆動方式は吊り掛け式、歯車比は4.56 (73:16) である。これにより、全界磁定格速度は34.0km/h、定格引張力は3,224kgfを公称する。
台車は川崎造船所BW-Aを装着する。ボールドウィン・ロコモティブ・ワークス (BLW) 社開発のボールドウィンA形台車を原設計として製造された形鋼組立形の釣り合い梁式台車で、固定軸間距離は2,134mm、車輪径は864mmである。
制動装置は構造の簡易な直通ブレーキに連結運転時の安全対策として非常弁を付加したSME直通ブレーキを採用した。その他前述の通り抑速発電制動を備え、前後運転台には手ブレーキを備える。
集電装置は三菱電機製の菱形パンタグラフS-514ARを1両当たり1基搭載した。

## 運用
1929年（昭和4年）6月に実施された車両記号改訂に伴って、本形式はモハ350形351 - 354と車両番号（以下「車番」）はそのままに記号のみが変更された。
戦後の1950年（昭和25年）に全車とも客用扉に戸閉装置（ドアエンジン）が設置されて自動扉仕様となった。また、1953年（昭和28年）に新たな車番付与基準が制定され、本形式はモハ600形601 - 604と改称・改番された。さらに同時期には山ノ内線内（信州中野 - 湯田中間）に折り返し列車が設定されたことに伴って、モハ603・604が同運用の専用車両となり、踏面ブレーキを多用せざるを得ない勾配線区における車輪の発熱によるタイヤ弛緩対策として、屋根上搭載の冷却用水タンクおよび台車への配管を新設し、水を車輪に噴射する冷却装置を装備したが、こちらは程なく前述した空気式窓ガラス除雪装置とともに撤去された。
1966年（昭和41年）にモハ601・602はパンタグラフ側の運転台を全室式に改造し、前面窓をHゴム固定支持に改め、側面には乗務員扉を新設し、同時に客用扉を窓1つ分後方へ移設した。改造後の同2両はモハ610形611・612と形式区分された。
その他、同年には日本車輌製造において台車が従来のBW-Aからモハ603・611は日本車輌製造D-16Bへ、モハ604・612は帝國車輛工業UD-26へ、それぞれ換装された。両台車ともBW-Aと同様にボールドウィンA形台車を原設計として製造された形鋼組立形の釣り合い梁式台車であり、固定軸間距離は2,250mm、車輪径は860mmである。
1970年代より開始された長野線の長野市内区間地下化工事の進捗に従って、不燃化基準を満たさない旧型車各形式については1977年（昭和52年）以降、順次淘汰が実施された。
モハ600形・モハ610形の両形式については比較的後年まで残存したが、旧型車の代替を目的として導入された2500系（元東急5000系（初代））の増備進捗に伴って1980年（昭和55年）4月21日付でモハ603・モハ612が、同年10月31日付でモハ604・モハ611がそれぞれ廃車となり、モハ600形・モハ610形は形式消滅した。
長野電鉄における除籍後は、解体処分されたモハ603を除く3両が上田交通へ譲渡された。

## 上田交通譲渡後

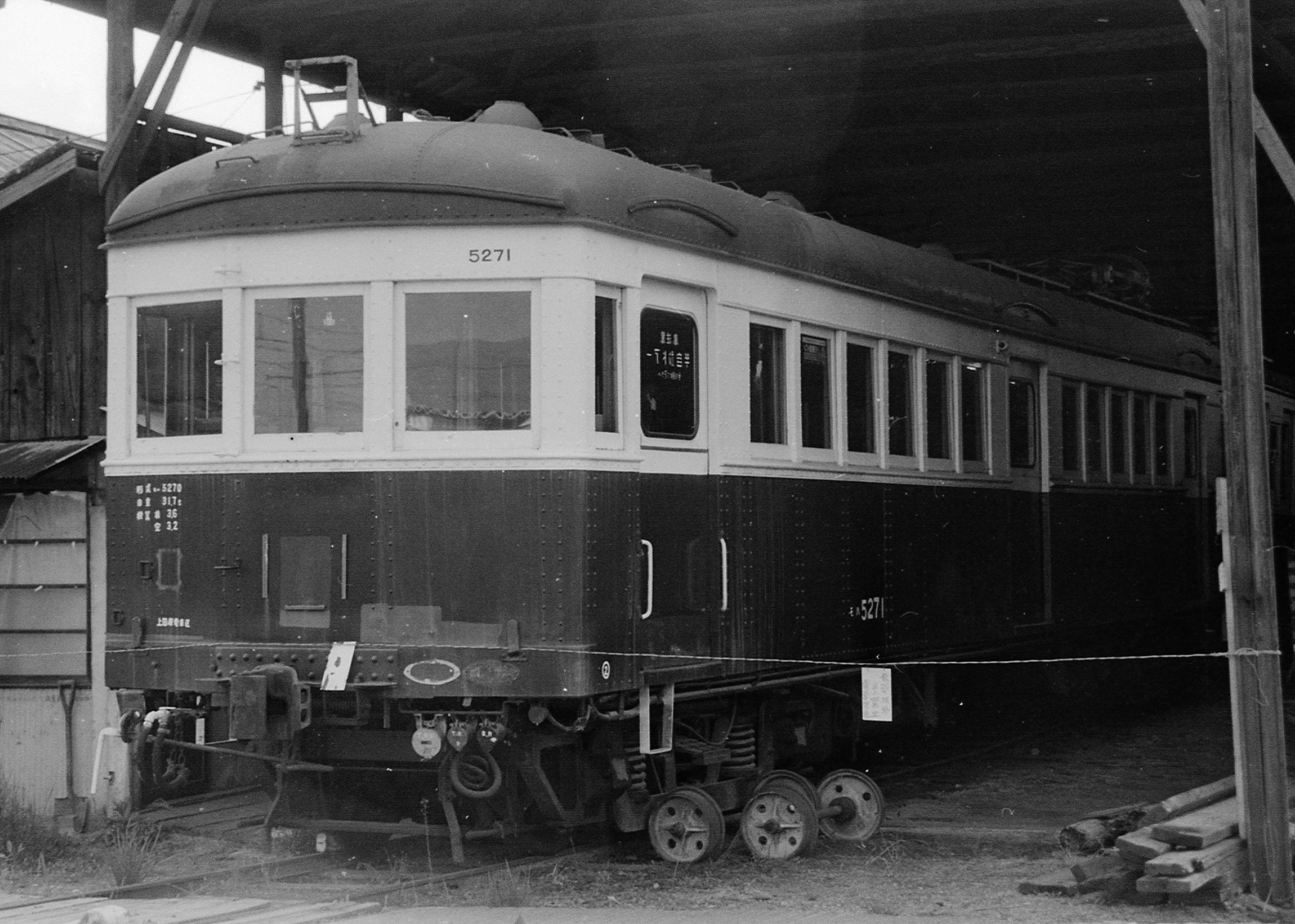
上田交通モハ5271
廃車後の姿

上田交通へ譲渡された3両のうち、モハ612はモハ5270形モハ5271（2代）として1981年（昭和56年）6月24日付認可で導入されたが、他の2両については当初部品取りおよび倉庫代用として使用する目的で譲り受けたことから、整備を受けることなく上田原車庫構内において留置された。その後譲渡より2年余りが経過した1983年（昭和58年）にモハ604については整備が実施され、電装解除の上で制御車化され、同年6月13日付認可でクハ270形クハ271（2代）として導入された。なお、モハ611については上田原駅構内に存在した上田原電車区において倉庫代用として用いられ、鉄道車両として導入されることはなかった。尚、上田交通のモハ5270形、クハ270形は上田丸子電鉄時代の丸子線で使用されていた形式と同一であるが、どちらも「川造形」車体の同系車であったことは興味深い。
本形式に先行して譲渡・導入された長野電鉄モハ100形・モハ200形（上田交通モハ5260形・クハ260形）と同様、導入に際しては車体塗装の上田交通標準塗装への塗り替えのほか、導入線区である同社別所線の架線電圧が長野電鉄各路線の直流1,500Vに対して直流750Vと異なることから降圧改造が施工された。

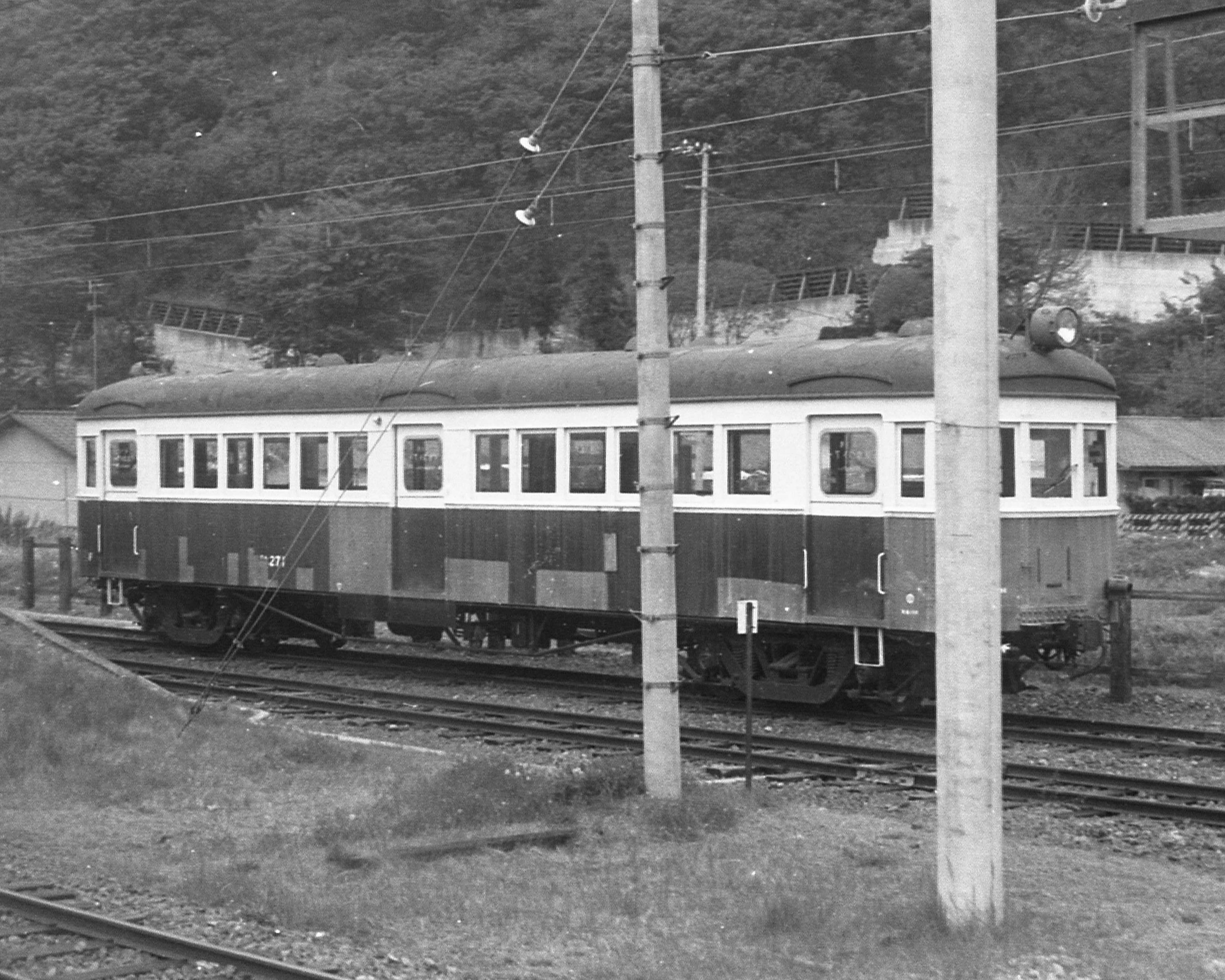
上田交通より返還され屋代に留置される上田交通クハ271

1986年（昭和61年）10月1日付で実施された別所線の架線電圧の直流1,500Vへの昇圧に際して、モハ5271・クハ271（ともに2代）は前日の9月30日をもって運用を離脱、昇圧当日の10月1日付で廃車となった。

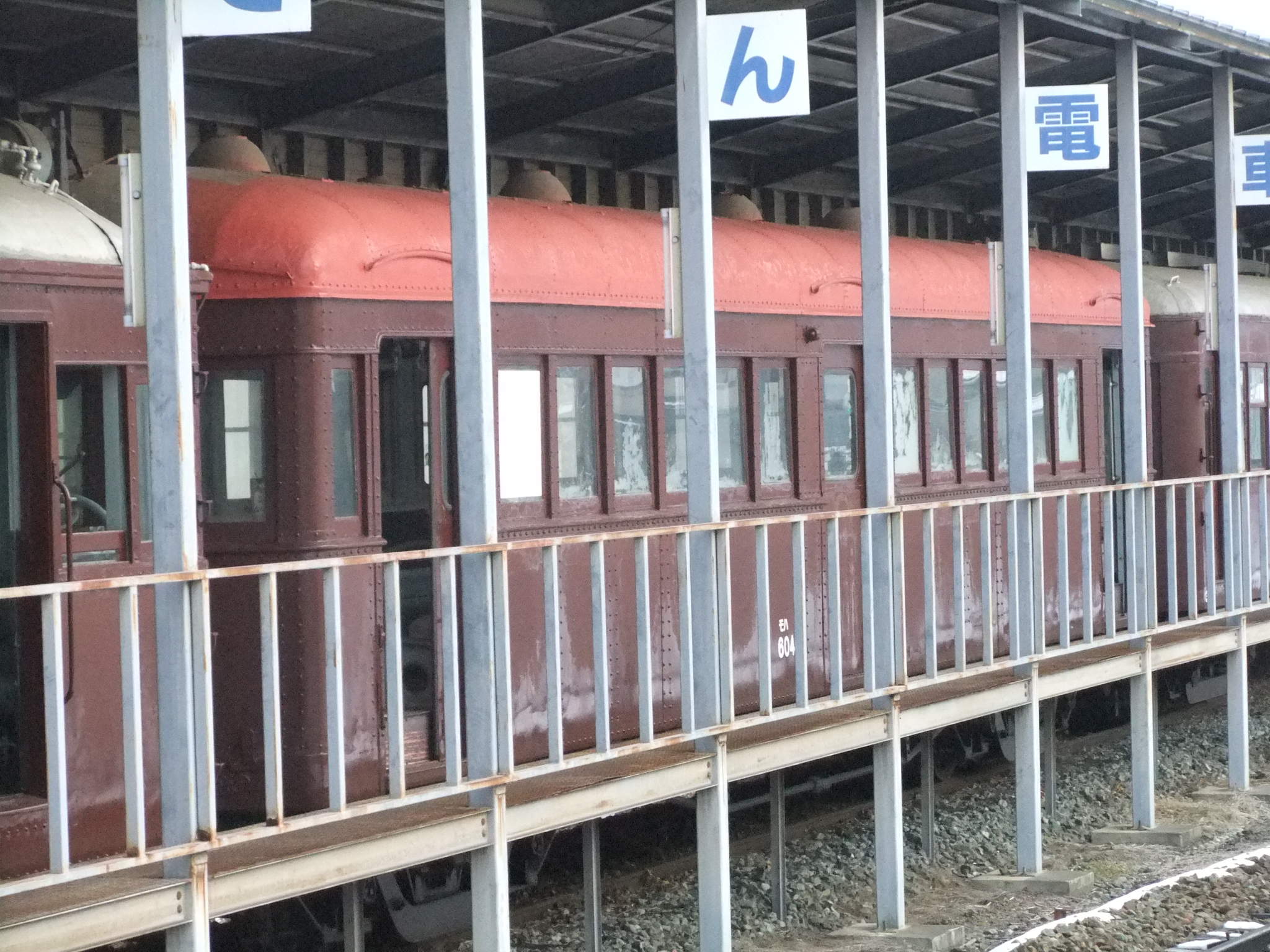
上田交通より返還され「ながでん電車の広場」にて静態保存されていたモハ600形604

廃車後、クハ271は長野電鉄へ返還され、車体表記をモハ604に復元した上で保管されたのち、1990年（平成2年）より小布施駅構内に新設された「ながでん電車の広場」にて静態保存された。

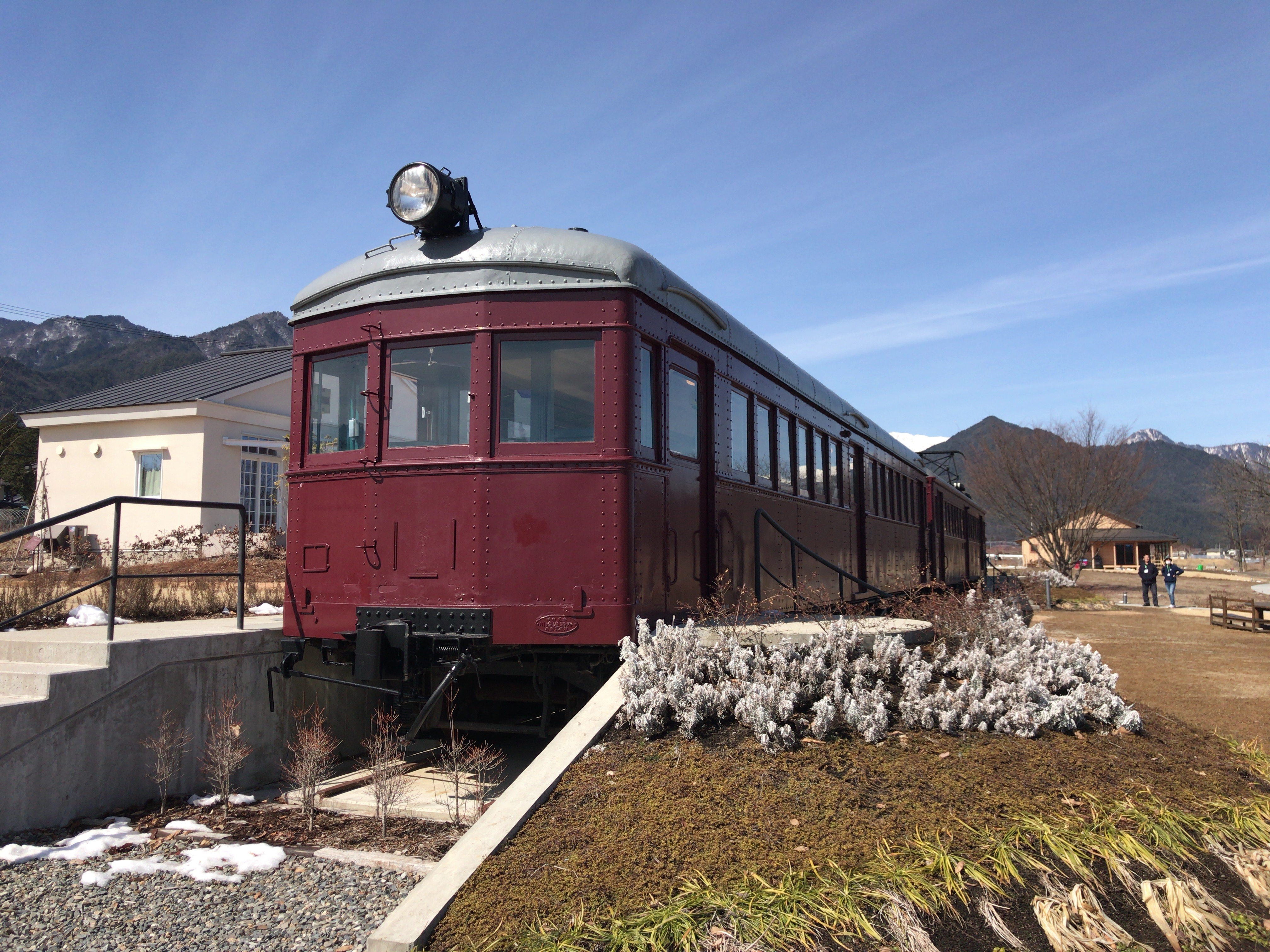
安曇野ちひろ公園にて静態保存されているモハ604（後方の車両はデハニ201）

その後、2012年（平成24年）に2000系D編成保存のため信濃川田駅跡に移動、2014年（平成26年）10月に安曇野ちひろ公園に開設される「トットちゃん広場」で「電車の教室」として利用するため北安曇郡松川村に再移動し、2016年（平成28年）7月から公開されている。

なお、別所線の沿線自治体である上田市の別所線存続運動プロジェクトチーム「アイプロジェクト」において用いられるキャラクターのうち、「あかぼうしくん」は上田交通モハ5271（2代）を、「あかねちゃん」は終始倉庫として用いられたモハ611をそれぞれモデルとして考案されたものである。